# Argentina vid världsmästerskapen i friidrott 2009
Argentina deltog vid Världsmästerskapen i friidrott 2009 i Berlin.

## Deltagare

### Herrar
| Gren       | Deltagare          | Resultat       | Placering         |
| 20 km gång | Juan Manuel Cano   | 1:29:20        | 40                |
| Kula       | Germán Lauro       | Inget resultat | Utslagen i kvalet |
| Diskus     | Jorge Balliengo    | 59.19          | Utslagen i kvalet |
| Diskus     | Germán Lauro       | 57.88          | Utslagen i kvalet |
| Slägga     | Juan Ignacio Cerra | 69.37          | Utslagen i kvalet |

### Damer
| Gren   | Deltagare         | Resultat | Placering         |
| Diskus | Rocío Comba       | 54.69    | Utslagen i kvalet |
| Slägga | Jennifer Dahlgren | 68.90    | Utslagen i kvalet |